# Lon Bender
Lon E. Bender (* 20. Jahrhundert) ist ein US-amerikanischer Tontechniker, der 1996 mit einem Oscar in der Kategorie „Bester Tonschnitt“ ausgezeichnet wurde. Zwei weitere Male war er für den Oscar nominiert.

## Leben
Bender trat erstmals 1977 in Erscheinung, indem er an dem Fernsehfilm Uncas, der letzte Mohikaner (Last of the Mohicans) mitwirkte. Es war Mitglied des Sound-Design-Teams. Bei der Filmbiografie Nashville Lady war er bereits für den Tonschnitt verantwortlich. In der Folgezeit wirkte er an vielen erfolgreichen und bekannten Filmen mit, wie beispielsweise dem Historienfilm Braveheart mit Mel Gibson in der Hauptrolle. Für seine Arbeit in diesem Film wurde er für den „Besten Tonschnitt“ zusammen mit Per Hallberg mit einem Oscar ausgezeichnet. Bekannt ist Bender auch für seine Arbeit an dem Mystery-Thriller Butterfly Effect (2004) mit Ashton Kutcher. Eine weitere Oscarnominierung in der Kategorie „Bester Tonschnitt“ erfolgte 2007 für den Abenteuer-Thriller Blood Diamond mit Leonardo DiCaprio. Der Oscar ging jedoch an Bub Asman und Alan Robert Murray und den Kriegsfilm Letters from Iwo Jima.
Für den Thriller Drive (2011) mit Ryan Gosling, in dem Bender mit Victor Ray Ennis zusammenarbeitete, erhielten beide eine Oscarnominierung für den „Besten Tonschnitt“. Über den Oscar freuen konnten sich jedoch Eugene Gearty und Philip Stockton, die mit dem Fantasyfilm Hugo Cabret gewannen. Ein weiterer wichtiger Film Benders war Die Tribute von Panem – The Hunger Games (2012), der für den HPA Awards nominiert wurde.
Bender ist Mitbegründer des Ton-Service Unternehmens Soundelux. Er hat das Unternehmen inzwischen zugunsten der Formosa-Gruppe verlassen, was ihm sehr schwergefallen sei, wie er in einem Interview ausführte.

## Filmografie (Auswahl)
- 1977: Uncas, der letzte Mohikaner (Last of the Mohicans, Fernsehfilm)
- 1980: Nashville Lady (Coal Miner’s Daughter)
- 1981: Wolfen
- 1983: Psycho II
- 1984: Die Herzensbrecher (Heartbreakers)
- 1985: Alles hört auf mein Kommando (Volunteers)
- 1986: Ferris macht blau (Ferris Bueller’s Day Off)
- 1986: Stand by Me – Das Geheimnis eines Sommers (Stand by Me)
- 1987: Das Geheimnis meines Erfolges (The Secret of My Succe$s)
- 1987: Overboard – Ein Goldfisch fällt ins Wasser (Overboard)
- 1988: Annies Männer (Bull Durham)
- 1989: Geboren am 4. Juli (Born on the Fourth of July)
- 1990: Air America
- 1991: JFK – Tatort Dallas (JFK)
- 1992: Kevin – Allein in New York (Home Alone 2: Lost in New York)
- 1993: Turtles III (Teenage Mutant Ninja Turtles III)
- 1994: Natural Born Killers
- 1994: Legenden der Leidenschaft (Legends of the Fall)
- 1994: Outbreak – Lautlose Killer (Outbreak)
- 1995: Braveheart
- 1995: Pocahontas
- 1995: Nixon
- 1996: Der Glöckner von Notre Dame (The Hunchback of Notre Dame)
- 1996: Mut zur Wahrheit (Courage Under Fire)
- 1998: Mulan
- 2000: The 6th Day
- 2001: Shrek – Der tollkühne Held (Shrek)
- 2002: Wir waren Helden (We Were Soldiers)
- 2004: Anatomie einer Entführung (The Clearing)
- 2004: Butterfly Effect
- 2005: Wo die Liebe hinfällt … (Rumor Has It…)
- 2006: Blood Diamond
- 2007: Das Beste kommt zum Schluss (The Bucket List)
- 2008: The Fighters (Never Back Down)
- 2009: Solitary Man
- 2010: Verliebt und ausgeflippt (Flipped)
- 2011: Drive
- 2012: Die Tribute von Panem – The Hunger Games (The Hunger Games)
- 2014: Winter’s Tale
- 2014: Bauernopfer – Spiel der Könige (Pawn Sacrifice)

## Auszeichnungen (Auswahl)
- 1985: Nominierung für den Primetime Emmy mit der Serie Space
- 1993: Nominierung für den BAFTA Film Award mit Uncas, der letzte Mohikaner
- 1996: Gewinner des BAFTA Film Award mit Braveheart
- 1996: Gewinner des Oscars für Braveheart
- 2002: Nominierung für den BAFTA Film Award mit Shrek – Der tollkühne Held
- 2007: Oscarnominierung für Blood Diamond
- 2011: Gewinner des Satellite Award mit Drive
- 2012: Gewinner des OFTA Film Award mit Drive
- 2012: Oscarnominierung für Drive